# Spot publicitaire
Pour les articles homonymes, voir Spot.
Un spot publicitaire ou spot de publicité ou film publicitaire est une annonce publicitaire, sous forme de production sonore ou vidéo de très courte durée, dépassant rarement 30 secondes. Celle-ci contient un message publicitaire destinée à être diffusée, soit à la radio, soit à la télévision, au cinéma ou encore sur Internet.

## Au cinéma
Le pionnier est Félix Mesguich, opérateur pour les frères Lumière qui réalise un court film publicitaire pour la marque de peinture Ripolin (montrant « les trois peintres du Ripolin, l’un derrière l’autre »), lequel film est projeté le 15 octobre 1898 à côté du théâtre des Variétés ; au même moment, les frères Lumière diffusent un court métrage publicitaire pour la marque de savon Sunlight, qui est réalisé par le Suisse François-Henri Lavanchy-Clarke (1846-1922). En France, l'agence de Jean Mineur se spécialise dans cette forme de production dès les années 1930.

## À la télévision

### Un concept américain
Les premiers spots apparaissent en même temps que les premiers développements du média : par exemple, les premiers soap operas, comme These Are My Children (1949), sont introduits par une brève annonce du sponsor. Toutefois, le premier spot américain semble être celui consacré à la marque horlogère Bulova et daterait de 1941 : il dure dix secondes en image fixe. En 1956, 70 % des foyers américains sont équipés d'un poste de télévision.

### Le cas de la France
En France, l'Office de radiodiffusion-télévision française diffuse une première série de spots pour des marques commerciales le 1er octobre 1968, dont un pour la marque Boursin. Un décret permet à la Régie française de publicité d'autoriser cette diffusion seulement dans trois secteurs : l'alimentaire, l'électroménager et le textile. En 1968, le taux d'équipement des ménages en téléviseurs est de 62 %. En 1979, le marché publicitaire français représente un budget de 9 milliards de francs, dont 1,5 milliard est consacré aux publicités télévisuelles.
En 2011, la publicité représente 7,8 % (contre 7,1 % en 2005) de la durée des programmes des chaînes de télévision en France (source : CSA). Les contenus des spots publicitaires doivent respecter certaines règles déontologiques édictées par le décret du 27 mars 1992 (voir CSA)[source insuffisante].

### Structuration
À partir des années 1960, les spots publicitaires sont systématiquement intégrés dans des écrans publicitaires (ou « fenêtres » de publicité) qui peuvent se situer dans les inter-programmes. Les écrans publicitaires peuvent aussi interrompre une œuvre audiovisuelle (en suivant une réglementation précise)[source insuffisante] ou d'autres programmes.
La plupart des spots publicitaires accordent une grande importance à la musique. Le stimulus musical étant non verbal, le consommateur n’est pas seulement influencé par les éléments utilitaires et objectifs du spot (par exemple le prix), mais aussi par la musique qui est le plus souvent utilisée comme une composante à part entière du spot : en tant que moyen de reconnaissance, de ponctuation ou de distinction (fonction identitaire). Le choix de la musique est également utilisé pour remplir deux autres fonctions importantes dans un spot publicitaire : la fonction émotionnelle et la fonction mnémonique[source insuffisante]. La musique du spot contribue à garder le téléspectateur réceptif au message publicitaire, précisément à des moments durant lesquels il s’absente le plus de son écran de télévision. Jusque récemment, par un effet de compression du son, les chaînes de télévision augmentaient le volume sonore à la source de la diffusion lors des écrans publicitaires. Cette pratique est désormais interdite[Quand ?].
Le flux télévisuel est constitué d'une succession continue de contenus audiovisuels que le téléspectateur doit pouvoir distinguer les uns des autres tout en les recevant dans une sorte de continuum, l’incitant à ne pas changer de chaîne. Ce fondu-enchaîné permanent qui fait se succéder de nombreuses émissions, dont certaines très courtes, est notamment ponctué par les jingles (dont ceux de la chaîne elle-même). Tout écran de publicité est encadré — à son début et à sa fin — par un jingle spécifique à chaque chaîne de télévision, qui annonce ou clôt le passage des spots publicitaires[source insuffisante].

## Quelques réalisateurs
- Jean-Jacques Annaud
- Jean-Jacques Beineix
- Luc Besson
- Étienne Chatiliez
- Michel Gondry
- Jean-Paul Goude
- Hugh Hudson
- Tony Kaye
- David Lynch
- Adrian Lyne
- Jean-Baptiste Mondino
- Barry Myers
- Gérard Pirès
- Joe Pytka
- Ridley Scott
- Tarsem Singh

## Critiques
D'après le collectif d'auteurs critiques du groupe Marcuse (« Mouvement autonome de réflexion critique à l'usage des survivants de l'économie »), les spots publicitaires, souvent aussi « sensationnels que mystificateurs », participent très largement à l'entretien d'une société d'hyperconsommation, en poussant les spectateurs à « admettre le saccage du monde ». Ils ajoutent que les marques finançant ces spots exercent un contrôle étroit sur leur diffusion, par exemple en refusant que leur spot soit diffusé dans le voisinage d'une émission qui pourrait susciter une critique ou une réflexion de la part du téléspectateur, concernant la marque représentée.